# Romances de una nota
Romances De Una Nota es el álbum debut del reggaetonero Randy (Integrante del Dúo Jowell & Randy). Randy grabó este Disco solo, Reggaeton Lento (quería más romanticismo). Quedando así de acuerdo con Jowell que cada uno grabaría su propio Disco, teniendo en cuenta que después se juntarían de nuevo.

## Lista de canciones
1. Loquita
2. Suicidio
3. Chica De Novela
4. Por Qué Estas Sola? (Remix) (con Jowell & Pipe Calderón)
5. Las Promesas
6. Loco (con Jowell)
7. De Party En Party (con De La Ghetto)
8. La Chica De La Gran Ciudad (con Jowell)
9. Despacio (con Calor Urbano)
10. Mi Angel (con Jowell)
11. No Fue Una Noche Normal (con Jowell)
12. Solo Por Ti
13. Loquita (Bachata Version)
14. Suicidio (Bachata Version)
15. De Party En Party (Bachata Version) (con De La Ghetto)

- Datos: Q11185656